# Пьотър Святополк-Мирски
Пьотър Дмитриевич Святополк-Мирски (на руски: Пётр Дмитриевич Святополк-Мирский) е руски офицер, генерал от кавалерията. Участник в Руско-турската война (1877-1878). Руски държавник, министър на вътрешните работи на (1904-1905). Почетен гражданин на Пенза.

## Биография
Пьотър Святополк-Мирски е роден през 1857 г. във Владикавказ в семейството на потомствен дворянин от старинния дворянски род Святополк-Мирски. Ориентира се към военното поприще. Завършва Пажеския корпус и служи в Лейбгвардейския хусарски полк.
Участва в Руско-турската война (1877–1878) на Кавказкия фронт. Проявява се в борбата за Карс.
След войната завършва Николаевската генералщабна академия. Служи като началник на щаба на 3-та гренадирска дивизия.
Губернатор на Пенза и Екатеринослав. Назначен за помощник на вътрешния министър (1900). Генерал-губернатор на Вилно, Ковно и Гродно (1902). Повишен във военно звание генерал от кавалерията и генерал-адютант.
На 26 август 1904 г., след убийството на вътрешния министър Вячеслав Плеве, генерал-адютант Петър Святополск-Мирски е назначен за министър на вътрешните работи. Въпреки че е обвиняван в непоследователност, той смекчава системните политически и антисемитски репресии на своя предшественик. Обвиняван е за разстрела на демонстрантите на 9 януари 1905 г., когато загиват над 200 души, а пострадалите са над 800 души. Това дава начало на Първата руска революция Отстранен е от поста на 18 януари 1905 г.